# Klára Kolouchová
Klára Kolouchová, née Poláčková le 6 septembre 1978 à Prague (alors en Tchécoslovaquie) et morte le 3 juillet 2025 au Nanga Parbat (Pakistan), est une alpiniste tchèque. Elle devient la première femme tchèque à gravir l'Everest le 15 mai 2007.

## Biographie
Klára Kolouchová est responsable des relations publiques d'entreprises internationales pour financer ses études. Elle obtient un diplôme en gestion d'entreprises à l'Anglo-American University de Prague en 2000. Après avoir travaillé de 2000 à 2003 comme Regional Communications Manager à Havas Worldwide, elle déménage pour travailler au bureau de Londres de 2003 à 2004, puis devient consultante en communication au Royaume-Uni auprès du département de la Santé jusqu'en 2006.
Son sport préféré est le tennis et elle remporte le tournoi LTA au Queens Club de Londres[Information douteuse].
Klára Kolouchová meurt le 3 juillet 2025 durant une ascension du Nanga Parbat, d'une chute survenue alors qu'elle montait au camp 2,.

## Publications
Klára Poláčková publie l'histoire détaillée de son expédition exactement un an après avoir gravi l'Everest en 2008. Elle l'illustre avec ses propres photographies. En interview, elle affirme ne jamais vouloir refaire cette ascension.

## Ascensions
- 2005 : Aconcagua (6 962 m), Argentine, plus haute montagne d'Amérique du Sud.
- 2006 : Cho Oyu (8 201 m), Himalaya, sixième plus haute montagne du monde.
- 2007 : Everest (8 849 m), Himalaya, via la face Nord.
- 2019 : K2 (8 611 m).
- 2024 : Annapurna (8 091 m).